# Ratno (jezioro)
Ratno (także: Czerwone) – jezioro w Polsce, położone w województwie lubuskim, w powiecie sulęcińskim, w gminie Torzym, w otulinie Puszczy Rzepińskiej.
Znajduje się ok. 4 km na zachód od miejscowości Pliszka. Przez Ratno przepływa rzeka Pliszka w swym środkowym biegu. Od 2017 jego obszar jest chroniony przez Rezerwat przyrody Jezioro Ratno.